# 카복시펩티데이스 B
카복시펩티데이스 B(영어: carboxypeptidase B) (EC 3.4.17.2)는 펩타이드의 C-말단에서 염기성 아미노산인 아르기닌과 리신을 우선적으로 절단하는 카복시펩티데이스이다. 프로타미네이스(영어: protaminase), 이자 카복시펩티데이스 B(영어: pancreatic carboxypeptidase B), 조직 카복시펩티데이스 B(영어: tissue carboxypeptidase B), 펩티딜-L-리신 [L-아르기닌] 가수분해효소(영어: peptidyl-L-lysine [L-arginine]hydrolase)라고도 한다. 이 효소는 이자에서 분비되며 소장으로 이동하여 단백질의 소화를 돕는다. 혈장 카복시펩티데이스 B(카복시펩티데이스 B2)는 C5a 단백질을 아미노산 하나가 적은 C5a des-Arg로 전환하는 역할을 한다.

## 같이 보기
- 카복시펩티데이스